# تجارة تبادلية
يُقصد بمصطلح التجارة التبادلية (بالإنجليزية: Countertrade)‏ استبدال المنتجات أو الخدمات التي تم دفع ثمنها بشكلٍ كلي أو جزئي بغيرها من المنتجات أو الخدمات بدلاً من استبدالها بالمال. ومع ذلك قد يتم تحديد ثمن المنتجات لأغراض حسابية فقط في التجارة التبادلية. ويستخدم مصطلح التجارة الثنائية في وصف المعاملات التي تتم بين الدول السيادية. أو «أية معاملات تجارية تقتضي استبدال المنتجات أو الخدمات بما يعادلها في القيمة.»

## أنواع التجارة التبادلية
هناك خمسة أنواع للتجارة التبادلية وهي:
- المقايضة: هي استبدال المنتجات أو الخدمات بغيرها من المنتجات أو الخدمات بشكلٍ مباشر دون استخدام العنصر النقدي كوسيلة للشراء أو الدفع.

كما تعني المقايضة أيضًا التبادل المباشر للبضائع بين طرفين في أية معاملة تجارية. ويتم سداد ثمن الصادرات الرئيسية في صورة منتجات أو خدمات يتم توريدها من السوق المستوردة. ويتم تسجيل الصادر والوارد في عقدٍ واحد، ولا يشتمل هذا العقد في أبسط أشكاله على أية نقود. وفي الممارسة العملية، يؤجل تسليم الصادرات الرئيسية لحين الحصول على عائدات بيع المنتجات التي تم مقايضتها. وتعتبر صفقة شركة أوكسيدنتال بتروليم (Occidental Petroleum) واحدة من أكبر صفقات المقايضة التي تمت حتى الآن؛ حيث قامت هذه الشركة بشحن حامض الكبريتيك إلى الاتحاد السوفيتي السابق مقابل الأمونيا واليوريا والبوتاس بموجب عقد مدته سنتان وقيمته ثمانية عشر مليار يورو. وعلاوةً على ذلك، يتعين على البائع أن يكون على دراية تامة بسعر المنتجات التي يعرضها للبيع في السوق عند تفاوضه على المقايضة. وعادةً ما تتم مقايضة المنتجات التي يصعب تسعيرها وتسويقها كاللحوم أو قذائف المدافع الحديدية أو المياه المعدنية أو الأثاث أو زيت الزيتون عند البحث عن المستهلكين المحتملين.
- المراجحة: هي معاملة تجارية تبيع فيها إحدى الشركات سند شراء منتجات من دولة بعينها لشركة أخرى.
- الشراء المكافئ: هو بيع المنتجات أو الخدمات لإحدى الشركات التي يوجد مقرها في دولة أخرى عن طريق إحدى الشركات التي تتعهد بشراء منتج معين من نفس الشركة وفي نفس الدولة في المستقبل.
- إعادة الشراء: هي عملية تحدث عندما تبني إحدى الشركات مصنعًا في دولةٍ ما - أو تقدم لهذه الدولة بعض الخدمات كوسائل التكنولوجيا الحديثة أو بعض المعدات أو توفر لها بعض الدورات التدريبية أو غيرها من الخدمات؛ بحيث تعقد الشركة مع هذه الدولة اتفاقًا على أن تأخذ نسبة محددة من إنتاج هذا المصنع كسدادٍ جزئي لقيمة العقد.
- التعويض: هو اتفاق يُمكِّن أية شركة من تبديل أية عملة صعبة لدولةٍ ما بأي منتجٍ من نفس الدولة في المستقبل. كما أنه يطلق على أي اتفاق يعقد بين دولتين تشتري بموجبه إحدى الدولتين منتجًا ما من الأخرى؛ بحيث تشتري الدولة الأولى جميع مكونات المنتج ومواده الخام أو بعضها من الدولة التي سوف تشتري المنتج النهائي أو تقوم بتجميع هذا المنتج في الدولة التي قامت بشرائه.
- تجارة المعاوضة: تمثل تجارة المعاوضة إحدى صور المقايضة حيث يكون أحد التدفقات المالية في المنتجات من ناحية وفي العملة الصعبة من ناحية أخرى.

## الضرورة
تتم ممارسة التجارة التبادلية أيضًا عندما تفتقر الدول إلى توفير القدر الكافي من العملة الصعبة أو عند استحالة مباشرة أي نوع آخر من أنواع التجارة بالسوق.
في عام 2000، عقدت الهند والعراق صفقة مقايضة تحت مسمّى «النفط مقابل القمح والأرز» وفقًا لتصديق الأمم المتحدة بموجب المادة خمسين من قانون عقوبات حرب الخليج الثانية للأمم المتحدة، الأمر الذي سهّل نقل 300000 برميل نفط يوميًا إلى الهند؛ حيث وصل سعر البرميل الواحد إلى 6.85 دولارات بينما بلغ سعر بيع برميل النفط العراقي لآسيا حوالي 22 دولارًا. وفي عام 2001، وافقت الهند على مبادلة مليون طن ونصف من النفط الخام العراقي كجزءٍ من برنامج النفط مقابل الغذاء.
وقد أوضح مجلس الأمن أنه: «... بالرغم من توفر السلع الغذائية التي تنتج محليًا في العراق إلا أن معظم الشعب العراقي لا يملك القوة الشرائية للحصول على هذه السلع. فمع الأسف، تستهلك حصصهم الشهرية من الطعام النسبة الأكبر من دخل الأسرة. وبالتالي فهم مجبرون على اختيار أحد الأمرين: إما مقايضة العناصر الغذائية أو بيعها وذلك في مقابل الحصول على غيرها من احتياجاتهم الأساسية. ويعد ذلك واحدًا من العوامل التي تفسر بشكلٍ جزئي الأسباب التي تكمن وراء عدم تحسن وضع التغذية بالرغم من زيادة سلال الغذاء. فلقد أدى غياب النشاط الاقتصادي الطبيعي إلى انتشار الفقر المدقع.»

## دور التجارة التبادلية في السوق العالمي
شكك عالم الاقتصاد الأمريكي الشهير بول سامويلسون في إمكانية استخدام التجارة التبادلية كوسيلة للتسويق زاعمًا أنه «إذا لم يقابل أحدُ الخيّاطين الجوعى أحد الفلاحين العرايا الذي يملك طعامًا ولكنه يحتاج إلى سروال، فلن يستطيع أحدهما استخدام طريقة التجارة التبادلية». و (هذا ما يطلق عليه مصطلح «ازدواجية تزامن الاحتياجات».) ولكن يقال أن هذا المثال يعد بسيطًا للغاية بالنسبة لكيفية مزاولة التجارة في العالم الحقيقي. فعند مزاولة التجارة في العالم الحقيقي، يتم عقد صفقات المقايضة دائمًا حتى ولو لم تكن هي الوسيلة الرئيسية للحصول على المنتجات أو الخدمات.
ويتزايد استخدام التجارة التبادلية، ففي عام 1972 أشارت التقديرات إلى أن الحكومات ورجال الأعمال يمارسون التجارة التبادلية في 15 دولة، وقد تزايد عدد هذه الدول إلى 27 دولة في عام 1979، وفي أوائل التسعينيات من القرن الماضي، وصل عدد الدول التي تمارس هذه التجارة إلى 100 دولة (فيرتاريو 1992). يشتمل جزء كبير من التجارة التبادلية على بيع المعدات العسكرية (من أسلحة وسيارات وأجهزة).
وحاليًا، تمارس أكثر من 80 دولة التجارة التبادلية بشكلٍ منتظم أو تدعو لممارسة التجارة التبادلية. وقد زعم مسئولو منظمة الاتفاقية العامة للتعريفة الجمركية والتجارة (وتعرف بالجات) أن التجارة التبادلية تمثل نسبة حوالي 5% من تجارة العالم، في حين أكدت وزارة التجارة والصناعة ببريطانيا أنها تمثل نسبة 15%, بينما يعتقد بعض العلماء أنها على وشك الوصول إلى نسبة 30% مع وصول نسبة التجارة بين الشرق والغرب في بعض القطاعات التجارية بدول شرق أوروبا ودول العالم الثالث خلال عدة سنوات إلى 50%. وقد أجمع الخبراء (أوكاروافو 1989) على أن نسبة التجارة العالمية من الصفقات التي تعتمد على التجارة التبادلية تتراوح بين 20% و25%.
وقد جاء في بيانٍ رسمي أمريكي أن «الولايات المتحدة الأمريكية ترى أن التجارة التبادلية بما فيها المقايضة، على العكس من نظام التجارة المفتوحة الحرة، تتنافى على المدى البعيد مع مصلحة المجتمع التجاري الأمريكي. ومع ذلك، فلن تعترض سياسات الحكومة الأمريكية على مشاركة الشركات الأمريكية في صفقات التجارة التبادلية ما لم يؤثر ذلك بشكلٍ سلبي على الأمن القومي.» (مكتب الإدارة والموازنة، «أثر التعويضات على الصادرات المتعلقة بالدفاع» ديسمبر عام 1985).